# Ich liebe den Höchsten von ganzem Gemüte

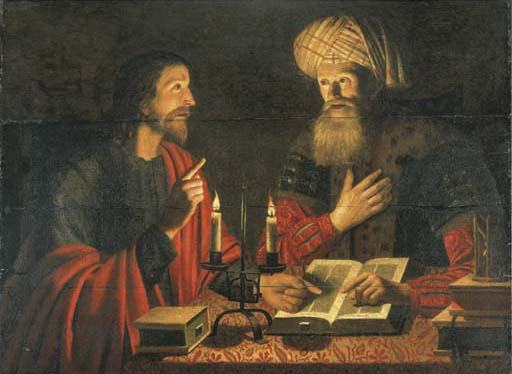
Jésus et Nicodème, par Crijn Hendricksz Volmarijn (1601–1645)

Ich liebe den Höchsten von ganzem Gemüte (littéralement « J’aime le Très-Haut de tout mon cœur »), (BWV 174), est une cantate religieuse de Johann Sebastian Bach composée à Leipzig en 1729 pour la seconde Pentecôte.

## Histoire et livret
Bach compose la cantate à Leipzig pour le lundi de Pentecôte. Pour cette destination liturgique, deux autres cantates ont franchi le seuil de la postérité : les BWV 68 et 173. Les lectures prescrites pour ce jour de fête sont tirées des Actes des apôtres, le sermon de Pierre à Corneille (10, 42–48), et de l'Évangile selon Jean, « Dieu a tant aimé le monde » de la rencontre entre Jésus et Nicodème (3, 16–21). Le texte des deuxième et quatrième mouvements de la cantate est de Picander et publié dans sa collection de textes pour cantate pour l'année en 1728. Picander écrit dans la préface qu'il espère que « le manque d'élégance poétique sera compensé par la douceur de l'incomparable maître de chapelle Bach et que ces cantiques seront chantés en premier dans les principales églises de la pieuse Leipzig ». Neuf des cantates de Bach composées avec ces textes nous sont parvenues. Si Bach en a composé davantage elles sont perdues. Dans la première aria, le poète examine le début de l’Évangile, Also hat Gott die Welt geliebt... (« Car Dieu a tant aimé le monde qu'il lui a donné son Fils unique, afin que quiconque croit en lui ne périsse point mais ait la vie éternelle ») et conclut que le chrétien doit de l'amour à Dieu en retour de l'amour de Dieu. La parole de l'Évangile est citée et reprise dans le récitatif suivant. La dernière aria enjoint aux fidèles de se saisir du Salut offert par l'amour de Dieu. Le choral de clôture (cinquième mouvement) reprend la première strophe du Herzlich lieb hab ich dich, o Herr de Martin Schalling le jeune, exprimant l'amour pour Dieu.
Pour la sinfonia d'ouverture, Bach ajoute des ornements au premier mouvement de son concerto brandebourgeois no 3 (BWV 1048). Il a la possibilité de bénéficier du concours de nombreux musiciens car il a commencé à diriger un Collegium musicum (en), une « Bürgervereinigung » (association de bourgeois mélomanes) qui joue également sa musique religieuse,. Bach dirige la cantate pour la première fois le 6 juin 1729 et note l'année sur la partition.

## Structure et instrumentation
La cantate est écrite pour deux cors de chasse, deux hautbois, taille (hautbois ténor), deux violons ripieno, alto ripieno, trois violons concertants, trois altos concertants, trois violoncelles concertants, basse continue (basson, violone, orgue), trois solistes (alto, ténor, basse) et chœur à quatre voix.
Il y a cinq mouvements :
1. sinfonia en sol majeur
2. aria (alto) : Ich liebe den Höchsten von ganzem Gemüte
3. récitatif (ténor) : O Liebe, welcher keine gleich
4. aria (basse) : Greifet zu, faßt das Heil
5. choral : Herzlich lieb hab ich dich, O Herr

## Musique
La cantate commence avec une sinfonia que Bach reprend, modifiée, du premier mouvement de son concerto brandebourgeois no 3, peut-être déjà composé à Weimar. Pour la cantate, il ajoute aux neuf parties pour cordes deux nouvelles parties pour corno da caccia et un trio ripieno hautbois I et violon I, hautbois II et violon II, taille et alto, parties qui sont neuves également mais qui renforcent les parties déjà existantes,. Pour John Eliot Gardiner, c'est le résultat de l'addition d'un « nouvel éclat et d'une force nouvelle au mouvement concerto original, ses couleurs et ses rythmes étant encore plus marqués qu'auparavant ».
Dans la première aria, deux hautbois obbligato en imitation introduisent des thèmes que reprend la voix. « Des mélodies au doux balancement, des siciliennes, exprimant la tranquillité spirituelle et la compassion » font leur apparition dans de longues ritournelles. Le récitatif est accompagné de trois parties des cordes aigües, semblables au mouvement du concerto brandebourgeois original. Dans la seconde aria, les violons et les altos sont associés dans une partie obbligato, « dont le 'frappant' motif de notes répétées avec insistance souligne l'urgence du texte ». La cantate se termine par une disposition en quatre parties de la mélodie bien connue qu'a utilisée Bach pour conclure sa Passion selon saint Jean avec la deuxième strophe « Ach Herr, laß dein lieb Engelein ».